# Hincksina onychocelloides
Hincksina onychocelloides är en mossdjursart som beskrevs av Shunsuke F. Mawatari 1956. Hincksina onychocelloides ingår i släktet Hincksina och familjen Flustridae. Inga underarter finns listade i Catalogue of Life.